# 哈馬爾主教座堂

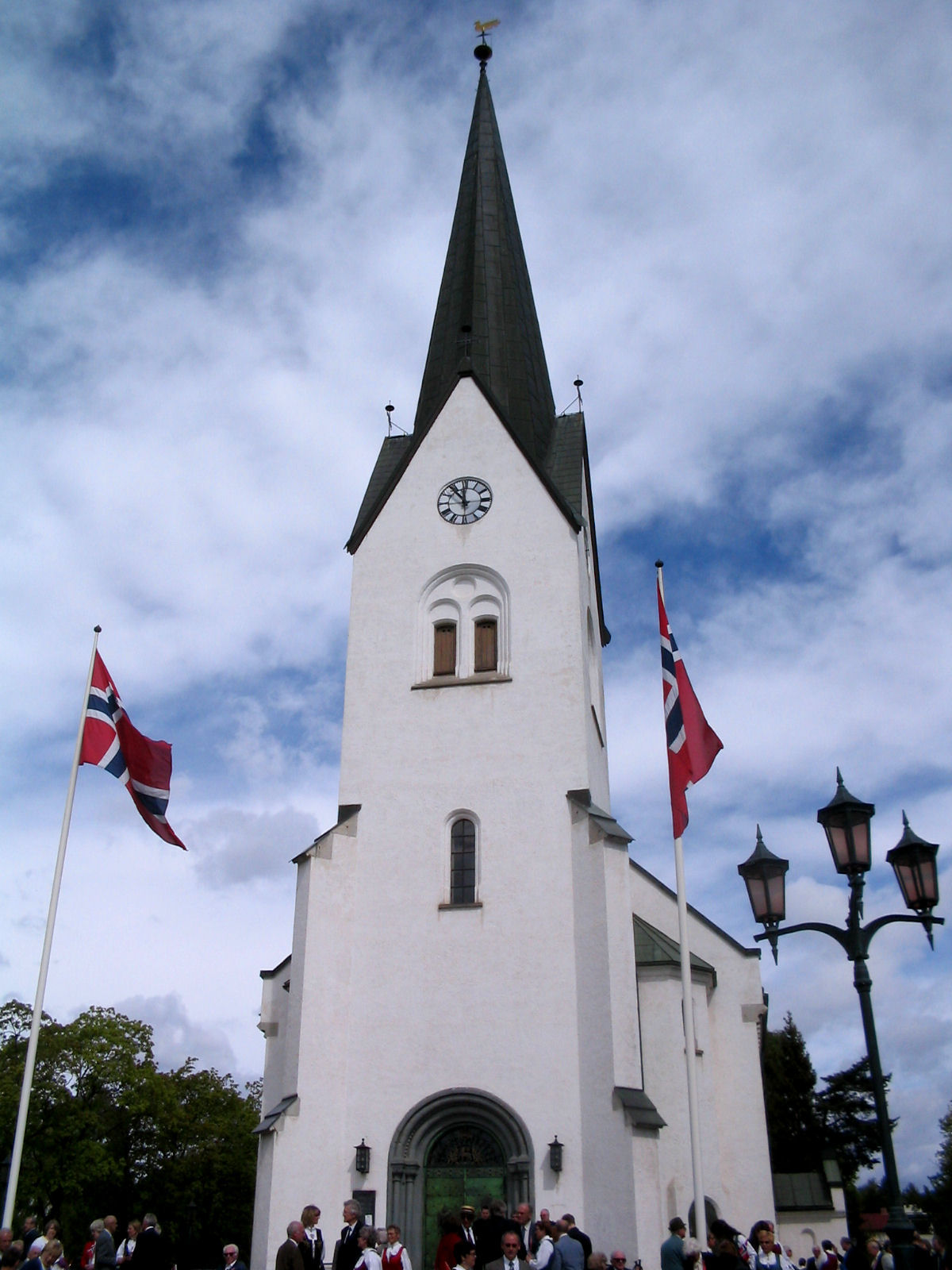

哈馬爾大教堂（Hamar domkirke）是位於挪威城市哈馬爾的一座信義宗挪威教會的大教堂。哈馬爾大教堂奉獻於1866年12月15日，是一座德國羅馬式建築。